# 2004 en bande dessinée
| Années de la bande dessinée : 2001 - 2002 - 2003 - 2004 - 2005 - 2006 - 2007    |
| Décennies de la bande dessinée : 1970 - 1980 - 1990 - 2000 - 2010 - 2020 - 2030 |

Cet article présente les faits marquants de l'année 2004 en bande dessinée.

## Évènements
- Du 22 au 25 janvier : 31e Festival international de la bande dessinée d'Angoulême : Festival d'Angoulême 2004
- Les 11 et 18 avril : 11e Festival de bande dessinée de Perros-Guirec.
- Du 27 au 29 août : 16e Festival de Solliès-Ville
- Les 11 et 12 septembre : 5e édition du Festival BD d'Arlon.
- Le marché de la BD représente 190 millions d’euros de chiffre d’affaires, soit 11,8 % de plus qu’en 2003.

## Meilleures ventes en France
1. Titeuf Tome 10 : Nadia se marie, par Zep chez Glénat : 1.500.000 exemplaires
2. Lucky Luke : La Belle Province par Achdé et Laurent Gerra (Lucky comics) : 650.000 exemplaires
3. Tintin et l'Alph-Art par Hergé chez Casterman : 600.000 exemplaires
4. Largo Winch Tome 13 par Van Hamme et Francq chez Dupuis : 530.000 exemplaires
5. Blake et Mortimer - Les Sarcophages du 6e continent par Sente et Juillard chez Dargaud : 520.000 exemplaires
6. XIII Tome 16 par Van Hamme et Vance chez Dargaud : 450.000 exemplaires
7. Joe Bar Team par Fane chez Vents d'Ouest : 430.000 exemplaires
8. Cédric Tome 13 par Cauvin et Laudec chez Dupuis : 320.000 exemplaires
9. Kid Paddle Tome 9 par Midam chez Dupuis : 300.000 exemplaires
10. Thorgal Tome 28 : Kriss de Valnor, par Jean Van Hamme et Grzegorz Rosiński chez Le Lombard : 280.000 exemplaires

## Nouveaux albums
Voir aussi : Albums de bande dessinée sortis en 2004

### Franco-belge
| Sortie      | Titre | Scénariste                          | Dessinateur        | Coloriste         | Éditeur                 |
| ----------- | --- | ----------------------------------- | ------------------ | ----------------- | ----------------------- |
| janvier     | Maudit manoir t. 1 : Pique-nique surprise                                                                   | Paul Martin                         | Manu Boisteau      | Delphine Chédru   | BD Kids                 |
| janvier     | Space Cake Tome 1 : Comique Trip                                                                            | Jean Léturgie                       | Simon Léturgie     |                   | Vents d'Ouest           |
| janvier     | Mâchefer Tome 3 : Les 24 Heures du monde                                                                    | Fred Duval                          | Sébastien Vastra   |                   | Vents d'Ouest           |
| janvier     | Le Rêve de pierres Tome 1 : Pétra                                                                           | Isabelle Dethan                     | Daphné Collignon   |                   | Vents d'Ouest           |
| janvier     | Les Farfelingues Tome 3 : Les Vignes de Lempereur                                                           | Régis Loisel                        | Pierre Guilmard    |                   | Vents d'Ouest           |
| janvier     | Totale Maîtrise Tome 2 : Avalanche Riders                                                                   | Georges Abolin                      | Olivier Pont       |                   | Vents d'Ouest           |
| janvier     | Lupus Tome 2 : Volume 2                                                                                     | Frederik Peeters                    | Frederik Peeters   |                   | Atrabile                |
| février     | L'Effaceur Tome 3 : Devise nº3 : À trop monter on se fait descendre                                         | Hervé Richez                        | Henri Jenfèvre     |                   | Vents d'Ouest           |
| février     | Gorn Tome 09 : Le Chant des elfes                                                                           | Tiburce Oger                        |                    |                   | Vents d'Ouest           |
| mars        | Les Pauvres Aventures de Jérémie Tome 2 : Le Pays de la soif                                                | Riad Sattouf                        | Riad Sattouf       | Audré Jardel      | Dargaud                 |
| mars        | Lili Tome 23 : Lili aux Indes                                                                               | Paulette Blonay, Al Gérard          |                    |                   | Vents d'Ouest           |
| mars        | Dusty Dawn Tome 3 : L'École des désactiveurs                                                                | Samuel Bournazel                    | Christophe Alvès   |                   | Vents d'Ouest           |
| mars        | Cinquante surprises Tome 1 : 50 surprises à la ferme                                                        | Jean-Luc Bizien                     | Emmanuel Chaunu    |                   | Gründ                   |
| avril       | Alzéor Mondraggo Tome 3 : La Clé de l'amour                                                                 | Makyo                               | David Caryn        |                   | Vents d'Ouest           |
| avril       | Anachron Tome 4 : L'Héritage du héros                                                                       | Thierry Cailleteau                  | Joël Jurion        |                   | Vents d'Ouest           |
| avril       | Extrême orient Tome 1 : Li Fuzhi                                                                            | Franck Bourgeron                    |                    |                   | Vents d'Ouest           |
| avril       | Psycho Park Tome 5 : Les Fiançailles de Brandy                                                              | Frank Cho                           |                    |                   | Vents d'Ouest           |
| avril       | Outre tombe Tome 1 : Maman est revenue                                                                      | Jean Léturgie, Simon Léturgie       | Richard Di Martino |                   | Vents d'Ouest           |
| 12 mai      | Koma Tome 2 : Le Grand trou                                                                                 | Pierre Wazem                        | Frederik Peeters   | Albertine Ralenti | Les Humanoïdes Associés |
| mai         | Les Contes du septième souffle — Tome 3 : Ayatsuri                                                          | Éric Adam                           | Hugues Micol       |                   | Vents d'Ouest           |
| mai         | Uchronia Tome 1 : Le Duel                                                                                   | Jérôme Félix                        | Alex Kramp         | Alex Kramp        | Bamboo                  |
| mai         | Joe Bar Team Tome 6                                                                                         | Fane                                |                    |                   | Vents d'Ouest           |
| mai         | Algernon Woodcock Tome 3 : Sept Cœurs d'Arran - première partie                                             | Mathieu Gallié                      | Guillaume Sorel    |                   | Delcourt                |
| 5 juin      | Kenya Tome 3 : Aberrations                                                                                  | Leo et Rodolphe                     | Leo                | Scarlett          | Dargaud                 |
| juin        | L'Épée de Cristal Tome 4 : Le Cri du Grouse                                                                 | Jacky Goupil                        | Crisse             |                   | Vents d'Ouest           |
| juin        | L'Épée de Cristal Tome 5 : Le Goût du Sulfur                                                                | Jacky Goupil                        | Crisse             |                   | Vents d'Ouest           |
| juin        | L'Épée de Cristal Tome 1 : Le Parfum des grinches                                                           | Jacky Goupil                        | Crisse             |                   | Vents d'Ouest           |
| juin        | L'Épée de Cristal Tome 3 : La Main de Mangrove                                                              | Jacky Goupil                        | Crisse             |                   | Vents d'Ouest           |
| juin        | L'Épée de Cristal Tome 2 : Le Regard de Wenlok                                                              | Jacky Goupil                        | Crisse             |                   | Vents d'Ouest           |
| juin        | L'Épée de Cristal Lorette & Harpye - Les Sorcières de l'Épée de Cristal                                     | Jacky Goupil                        | Crisse             |                   | Vents d'Ouest           |
| juin        | Putains de vacances                                                                                         | Fredman, Jim                        |                    |                   | Vents d'Ouest           |
| juin        | Crazy Trip Tome 1 : 22º à l'eau                                                                             | Gaston, Stéphane Margaria           | David Amorin       |                   | Vents d'Ouest           |
| août        | Pankat Tome 1 : Saisi à froid                                                                               | Chabane Merwan                      |                    |                   | Vents d'Ouest           |
| août        | Les Nouvelles Aventures de lili Tome 24 : et le Captain Cramm                                               | Paulette Blonay                     | Al Gérard          |                   | Vents d'Ouest           |
| août        | Le Monde perdu de Maple White Tome 1                                                                        | Patrick Deubelbeiss                 |                    |                   | Vents d'Ouest           |
| août        | Les Banquiers Tome 2                                                                                        | Perche                              | Eric Miller        |                   | Vents d'Ouest           |
| août        | La Voix Tome 2 : Haut et fort                                                                               | Pascal Bertho                       | Korkydü            |                   | Vents d'Ouest           |
| septembre   | Purgatoire Livre 2                                                                                          | Christophe Chabouté                 |                    |                   | Vents d'Ouest           |
| septembre   | Docteur Big Love Tome 2 : Assurance tout X                                                                  | Sylvia Douyé, Jacky Goupil          | Gyzmo              |                   | Vents d'Ouest           |
| septembre   | Inspecteur Dirty Tome 1 : Nul n est censé ignorer ma loi                                                    | Richez                              | Henri Jenfèvre     |                   | Vents d'Ouest           |
| octobre     | Peter Pan Tome 6 : Destins                                                                                  | Régis Loisel                        |                    |                   | Vents d'Ouest           |
| 1er octobre | Les Aventures de Vick et Vicky - Tome 10 : Les Sorcières de Brocéliande 3e partie : À la Recherche du Graal | Bruno Bertin                        | Bruno Bertin       | Studio Vicky      | Éditions P'tit Louis    |
| octobre     | Anachron Coffret tomes 1 à 4                                                                                | Thierry Cailleteau                  | Joël Jurion        |                   | Vents d'Ouest           |
| octobre     | Lady S. Tome 1 : Na zdorovié, Shaniouchka !                                                                 | Jean Van Hamme                      | Philippe Aymond    |                   | Dargaud                 |
| octobre     | Lomm Tome 3                                                                                                 | TBC                                 |                    |                   | Vents d'Ouest           |
| octobre     | Inspecteur Dirty Tome 2 : Gros Pépins à Big Apple                                                           | Richez                              | Henri Jenfèvre     |                   | Vents d'Ouest           |
| octobre     | Calagan - rallye raid Tome 2                                                                                | Jean-Pierre Fontenay, Patrice Perna | Thierry Laudrain   |                   | Vents d'Ouest           |
| novembre    | Le Meilleur des pieds nickelés Tome 3                                                                       | René Pellos                         |                    |                   | Vents d'Ouest           |
| novembre    | Pandora (bande dessinée) Tome 4 : L Île de Tohu-Bohu                                                        | Éric Stoffel                        | Thomas Allart      |                   | Vents d'Ouest           |
| novembre    | Le Commun des mortels Tome 1                                                                                | Kokor                               |                    |                   | Vents d'Ouest           |
| ?           | De cape et de crocs Tome 6 : Luna incognita                                                                 | Alain Ayroles                       | Jean-Luc Masbou    | Jean-Luc Masbou   | Delcourt                |
| ?           | Poulet aux prunes prix du meilleur album                                                                    | Marjane Satrapi                     | Marjane Satrapi    |                   | L'Association           |

### Comics
| Sortie       | Titre                                                    | Scénariste       | Dessinateur    | Coloriste | Éditeur |
| ------------ | -------------------------------------------------------- | ---------------- | -------------- | --------- | ------- |
| 1er avril    | Y : The Last Man, tome 3 : One Small Step (Un petit pas) | Brian K. Vaughan | Pia Guerra     |           | Vertigo |
| septembre    | À l'ombre des tours mortes                               | Art Spiegelman   | Art Spiegelman |           |         |
| 1er décembre | Y : The Last Man, tome 4 : Safeword (Stop/Encoree)       | Brian K. Vaughan | Pia Guerra     |           | Vertigo |

### Mangas
| Sortie | Titre       | Scénariste | Dessinateur | Coloriste | Éditeur |
| ------ | ----------- | ---------- | ----------- | --------- | ------- |
| ?      | à compléter |            |             |           |         |
| ?      | …           |            |             |           |         |

## Décès
- 8 février : Julius Schwartz
- 21 février : Albert Chartier
- 24 février : Jean-Marc Lelong
- 5 avril : Gébé, dessinateur de BD français (75 ans).
- 15 avril : Mitsuteru Yokoyama
- 2 juillet : John Cullen Murphy, dessinateur de comic strip
- 2 août : François Craenhals, dessinateur de BD belge, 77 ans
- 15 octobre : Irv Novick, dessinateur de comics
- 3 novembre : Harry Lampert créateur de Flash, 88 ans.
- 25 novembre : Bob Haney, scénariste de comics, créateur des Teen Titans et de Metamorpho.
- 27 décembre : Pierre Dupuis

## Documentation
- Big Ben, « Lectures buissonnières pensées moussues », dans Comix Club no 2, octobre 2004, p. 131-149.